# 海尔特·维尔德斯
海爾特·維爾德斯（荷蘭語：Geert Wilders，發音：[ɣeːrt ˈʋɪldərs]；1963年9月6日—），荷蘭反伊斯蘭教及右派民粹主義政治人物，自由黨的領導人。他早年隸屬自由民主人民黨，1998年起成為荷蘭下議院議員，後來退出自由民主人民黨，另行創立自由黨。他以反伊斯蘭教及批評伊斯蘭教教義而闻名，有「荷蘭川普」的稱號。

## 政治生涯
維爾德斯於1997年當選烏德勒支市議員，當時他隸屬自由民主人民黨。1998年當選荷蘭下議院議員。雖然他很快就以站在右翼立場批評荷蘭的社會保障制度而得到一些知名度，不過他在國會的首個四年任期內較為平靜。
2002年他被委任為自由民主人民黨的外交事務發言人，此後他對於伊斯蘭激進主義及其對荷蘭穆斯林社群的影響更加放膽直言。
2004年，他因為反對自由民主人民黨支持土耳其加入歐盟，於是退黨。
維爾德斯在2006年創立自由黨，該黨於2006年國會選舉取得下議院9席，2010年，自由黨更增至24席，其後自由黨支持自由民主人民黨與基督教民主黨組建中間偏右聯合政府。2012年，他不再支持聯合政府，其後提前舉行的大選，自由黨的議席減至15席，但維持第三大黨的地位，自由黨成為最大反對黨。

## 政治觀點
维尔德斯是右翼自由主義者，他以戴卓爾夫人作為榜樣，亦支持經濟自由主義，與自由民主人民黨相同。

### 對伊斯蘭教的觀點
維爾德斯最為人熟悉的是他對伊斯蘭教的批評。他的觀點可以用他的話「我不憎惡穆斯林，我憎惡伊斯蘭教」來總結。雖然他認為伊斯蘭極端主義者只佔穆斯林總數的5至15%少數，但他說「所謂的『溫和伊斯蘭教』並不存在」，及「《古蘭經》也說只信一部份《古蘭經》的穆斯林其實是叛教者」。他提議穆斯林應該「撕去半部《古蘭經》，如果他們想留在荷蘭」，因為它含有「可怕的東西」及穆罕默德「在這些日子會被當作恐怖分子追捕」。
2007年8月8日，維爾德斯在一封公開信中稱《古蘭經》是一本「法西斯書籍」，主張荷蘭應該把《古蘭經》比照希特勒的《我的奮鬥》一樣禁制。2009年9月，他在公開演說中提倡對戴頭巾者每年徵收1000歐元稅款。
維爾德斯認為荷蘭應該停止輸入穆斯林移民，而已在荷蘭定居者則給予金錢補償使他們離境。對於荷蘭的穆斯林人口日增，他曾經說：
|  | 到街上走一趟，看看是甚麼樣子。你不再感覺自己是在自己的國家生活。現時正在進行一場戰鬥，我們要捍衛自己。不知不覺中清真寺將會多過教堂！ |

他在國會的一次演說中指出：
|  | 伊斯蘭是放在歐洲的特洛伊木馬。如果我們現在不去制止伊斯蘭化，歐拉伯及荷拉伯只是早晚的事。一個世紀前，荷蘭有約50個穆斯林，到今天已經有約100萬穆斯林在這個國家了。最終會怎樣？我們知道我們正在走向歐洲及荷蘭文明的終結。對於所有這些事，我們的首相在哪裡？他在本院回答本人問題時，淡定地說我國不存在被伊斯蘭化的問題。現在，這個答覆剛說出來就已經變成一個歷史錯誤。議長女士，許多許多荷蘭公民感覺到他們周圍都有伊斯蘭存在。我可以說他們已經受夠了罩袍、頭巾、以宗教儀式屠宰動物、所謂的榮譽復仇、吵耳的宣禮塔、女性割禮、處女膜修補手術、苛待同性戀者、在公車和火車以及市政廳單張上的土耳其文和阿拉伯文、雜貨店和百貨公司的清真肉、伊斯蘭教法考試、財政部的伊斯蘭教法按揭，以及穆斯林在罪案上的特高比例，包括摩洛哥街頭恐怖分子。 |

這類言論還可在他的官網中看見。
维尔德斯以支持同性恋权益作為對伊斯兰教的反制。他認為伊斯兰教徒反对女性的性自由与反对同性恋权益的保守立场，與猶太教及基督教相對，也是维尔德斯对伊斯兰教的批判理由。在他制作的批评伊斯兰教短片《Fitna》中，也呈现了伊斯兰教徒认为同性恋者“有罪”、“应将同性恋者从高楼扔下摔死”等内容，还展示了被认为在伊朗两个同性恋男孩被绞刑处死的画面。

### 對以色列的立場
維爾德斯年輕時曾在以色列的基布兹生活了兩年，他在25年內去過該國40次。這使他產生強烈支持以色列的觀點。
維爾德斯說他曾經去過不少中東國家，但是只有到達本-古里安國際機場才每次都有那種特別的情同手足的感覺。
一個荷蘭電視台的新聞節目曾報道美國有許多以色列的支持者在財政上援助維爾德斯的自由黨，及公開贊同維爾德斯反伊斯蘭教及伊斯蘭恐怖主義的言論。維爾德斯在節目中說「我們全都是以色列」。他又說以色列是西方對抗伊斯蘭教威脅的「第一道防線」。他也反對兩國方案，認為巴勒斯坦應併入約旦。

## 影片Fitna
維爾德斯於2008年發佈了一齣他製作的批評伊斯蘭教短片《Fitna》，把恐怖主義與《古蘭經》聯繫起來，在國內外引起爭議，包括穆斯林的廣泛抗議。
雖然該片惹起了法律疑慮，維爾德斯說他事前已諮詢過一些律師，認為該片不會招致檢控。阿蓋達在該片發佈後號召殺死維爾德斯。
在2009年春天，維爾德斯展開「面對聖戰世界之旅」，到世界各地向官員及具影響力團體播放《Fitna》，首站是羅馬。維爾德斯於2月26日應美國共和黨參議員瓊·凱爾的邀請，於美國國會大廈內播放該片，約有40人出席。有美國人抗議播放該片，但不少人認同在批評維爾德斯的見解時仍支持他的言論自由權利。

## 個人生活
維爾德斯早年在天主教中成長，其後離開教會，此後成為不可知论者，但他認為猶太教-基督教傳統應繼續作為西方文化的價值，以及作為基督教文化的價值觀。
2004年11月10日，兩個懷疑恐怖分子在海牙被捕，他們被指計劃殺害維爾德斯及另一國會議員阿亞安·希爾西·阿里。事後維爾德斯一直受到警方24小時保護至今。亦因為此原故，他和妻子每星期只能見面一次。
2007年9月，一個荷蘭女子因為向維爾德斯發出超過100個恐嚇電郵而被判入獄一年。
維爾德斯是荷蘭遭受最多人身安全威脅的政治人物。

## 維爾德斯與英國的入境風波

### 被英國禁止入境事件
英國上議院議員馬爾科姆·皮爾遜（Malcolm Pearson）及卡羅琳·考克斯邀請維爾德斯出席2009年2月12日於威斯敏斯特宫舉行的《Fitna》放映活動。在放映前兩日，英國政府禁止維爾德斯入境，稱他是「不受歡迎人物」。
維爾德斯沒有理會禁制令，於2月12日從倫敦希斯路機場入境，迅即被扣留及遣返荷蘭。他稱英國首相戈登·布朗是「歐洲最大的懦夫」，表明他一定會再來。馬爾科姆·皮爾遜不贊成維爾德斯挑戰英國政府的舉動，他與考克斯指英國政府的禁制令是為了討好伊斯蘭教好戰者。

### 禁制令被推翻
維爾德斯向英國的庇護及入境審裁處上訴。2009年10月，審裁處推翻禁制令。維爾德斯稱該判決是「言論自由的重大勝利」，表示他計劃在短期內訪問英國。不過，英國內政部仍認同禁止他入境的決定。

### 訪問英國
2009年10月16日，維爾德斯抵達英國。倫敦有穆斯林示威抗議他，不過他在記者會上稱他的到訪是「一次勝利」。他又發表對伊斯蘭教的意見：「我質疑伊斯蘭意識形態、伊斯蘭文化，因為我覺得當我們的社會愈來愈伊斯蘭，我們的自由就愈少。」他在開始記者會時引用了喬治·奧威爾在《動物農莊》的前言：「如果自由意味着任何東西，那就是向他人說出他們不願意聽到的說話的權利。」邀請他來英國的馬爾科姆·皮爾遜說他的抵達是「言論自由戰勝那些試圖在這個國家內壓制它的人，特別是在世界各地及英國境內行進中的伊斯蘭主義分子、暴力聖戰分子的慶祝」。
2010年1月，皮爾遜及卡羅琳·考克斯再次邀請維爾德斯來英國上議院放映《Fitna》。維爾德斯接受邀請，於3月5日出席上議院的放映活動。維爾德斯在發言時引用了溫斯頓·丘吉爾在其1899年著作《The River War》內批評伊斯蘭教的文句（“Mohammedanism is a militant and proselytizing faith. No stronger retrograde force exists in the World. It has already spread throughout Central Africa, raising fearless warriors at every step (…) the civilization of modern Europe might fall, as fell the civilization of ancient Rome.” （伊斯兰教是个军事和变节的宗教。世上没有比它更落后的势力了。它已经传播到了非洲中部，并在各地培养出了无畏的武装分子。(…) 现代欧洲文明也许会衰落，正如古罗马一样。））。

## 其它國際性活動
2010年7月，維爾德斯宣佈成立一個名為「國際自由同盟」（International Freedom Alliance）的網絡，由「反對伊斯蘭以捍衛自由」的團體及個人組成。他的目標是建立一個國際性同盟去停止伊斯蘭國家的國民移民到西方國家，及全面禁止實施伊斯蘭教法。
維爾德斯計劃在2010年內於美國、加拿大、英國、法國及德國建立「國際自由同盟」的分部。他在荷蘭國會向記者說：「『制止伊斯蘭，捍衛自由』的訊息，不僅對荷蘭重要，對於整個自由西方世界也同樣重要。」
2015年5月，維爾德斯應邀到美國德克萨斯州的「第一屆穆罕默德藝術競賽展」致辭。維爾德斯離開會場後，兩名槍手來到會場外面向保安員開槍，隨即遭在場警察擊斃。
2015年10月，維爾德斯在澳大利亞的支持者成立新政黨「澳大利亞自由聯盟」（Australian Liberty Alliance），維爾德斯本人到珀斯出席該黨的記者會並發言，呼籲阻止澳大利亞被伊斯蘭化。

## 訴訟
維爾德斯在2009年以被指煽動種族仇恨的罪名被告上荷蘭法院。審訊於2010年1月開始。2011年6月23日，荷蘭法官宣判維爾德斯無罪。法官認為他的反伊斯蘭教評論可能令許多人感到不安，但是這些評論都屬於言論自由的範圍。
維爾德斯後來又被起訴煽動被指針對荷蘭摩洛哥裔居民的歧視和仇恨，審訊於2016年3月18日開始。2016年12月9日，法院裁定他罪名成立，但沒有頒下任何懲罰。2020年上級法院推翻其「煽動歧視」定罪，但維持「侮辱族群」定罪。

## 著作
- 《Marked for Death: Islam's War Against the West and Me》，Regnery Publishing（2012年5月），ISBN 1596987960。

## 外部連結
- 官方網站 （页面存档备份，存于）
- BBC NEWS | Europe | Profile: Geert Wilders （页面存档备份，存于）